# ماری پرایا
سِر ماری پرایا (به انگلیسی: Murray Perahia) (زادهٔ ۱۹ آوریل ۱۹۴۷) نوازندهٔ پیانو، رهبر ارکستر و موسیقی‌دان اهل ایالات متحدهٔ آمریکا است.
او عضو افتخاریِ آکادمی سلطنتی موسیقی لندن است و درجهٔ نشان امپراتوری بریتانیا (KBE) دارد. پرایا یهودی سفاردی است. او اصالتاً یونانی است و پدرش در سال ۱۹۳۵ به ایالات متحده مهاجرت کرده بوده‌است.
ماری پرایا برندهٔ جوایز مختلف، ازجمله جایزهٔ ولف در هنر (۲۰۱۵) و جایزهٔ گرَمی شده‌است.
پرایا به همراه همسرش، نینِت شوهِت، که عراقی-یهودی است، در به همراه همسرش در لندن زندگی می‌کند. آن‌ها دو پسر به نام‌های بنجامین و رافائل دارند.